# Сачук Віталій Петрович
Віталій Петрович Сачук (1993—2023) — молодший сержант збройних сил України, учасник російсько-української війни.

## Життєпис
Народився 1 квітня 1993 року у селі Ленківці Шепетівського району Хмельницької області. Після закінчення школи навчався у Ізяславському вищому професійному училищі.
У 2013 році підписав контракт з силами спеціальних операцій збройних сил України. З 2014 року брав участь у відбитті російської агресії на сході України .
Загинув 14 листопада 2023 року в Бахмутському районі на Донеччині.

## Нагороди
- Орден «За мужність» II ступеня[1].
- Орден «За мужність» III ступеня[2].
- Нагрудний знак «За взірцевість у військовій службі» III ступеня.
- Нагрудний знак«За взірцевість у військовій службі» II ступеня.